# Ntozake Shange
Ntozake Shange (/ˌɛntoʊˈzɑːki ˈʃɑːŋɡeɪ/; 18 de outubro de 1948 - 27 de outubro de 2018) nascida Paulette Linda Williams, foi uma dramaturga e poeta estadunidense. Como feminista negra, ela abordou questões relacionadas à raça e ao poder negro em grande parte de seu trabalho. Ela é mais conhecida por sua peça vencedora do Prêmio Obie, "For Colored Girls Who Have Considered Suicide / When the Rainbow Is Enuf" (1975). Ela também escreveu romances, incluindo "Sassafrass, Cypress & Indigo" (1982), "Liliane" (1994) e "Betsey Brown" (1985), sobre uma garota afro-americana que fugiu de casa. Entre as honrarias e prêmios de Shange estavam bolsas da Fundação Guggenheim e do Lila Wallace Reader's Digest Fund, um Prêmio Shelley Memorial da Poetry Society of America e um Prêmio Pushcart. Em abril de 2016, o Barnard College anunciou que havia adquirido o arquivo de Shange. Ela morava no Brooklyn, em Nova York. Shange teve uma filha, Savannah. Shange foi casada duas vezes: com o saxofonista David Murray e o pintor McArthur Binion, pai de Savannah, sendo que ambos os casamentos terminaram em divórcio.

## Vida pregressa
Shange nasceu Paulette Linda Williams em Trenton, Nova Jersey, em uma família de classe média alta. Seu pai, Paul T. Williams, era cirurgião, e sua mãe, Eloise Williams, educadora e assistente social psiquiátrica. Quando ela tinha oito anos, sua família de mudou-se para a cidade racialmente segregada de St. Louis. Como resultado da decisão do caso Brown v. Board of Education, Shange foi transferida para uma escola branca onde sofreu racismo e ataques racistas.
A família de Shange tinha um grande interesse pelas artes e incentivou sua educação artística. Entre os convidados em sua casa estavam Dizzy Gillespie, Miles Davis, Chuck Berry, Paul Robeson e W.E.B. Du Bois. Desde cedo, Shange se interessou por poesia. Enquanto crescia com sua família em Trenton, Shange assistia a leituras de poesia com sua irmã mais nova, Wanda (agora conhecida como a dramaturga Ifa Bayeza). Essas leituras de poesia fomentaram um interesse precoce por Shange no Sul em particular, e a perda que isso representou para as crianças negras que migraram para o Norte com seus pais. Em 1956, a família de Shange mudou-se para St. Louis, Missouri, onde Shange foi enviada a vários quilômetros de casa para uma escola não segregada que permitia que ela recebesse educação para "talentosos". Enquanto frequentava esta escola, Shange enfrentou racismo e assédio. Essas experiências mais tarde influenciariam fortemente seu trabalho.
Quando Shange tinha 13 anos, ela voltou para Nova Jersey, onde se formou em 1966 na Trenton Central High School. Em 1966, Shange matriculou-se no Barnard College (turma de 1970) na Universidade Columbia na cidade de Nova York. Durante seu tempo em Barnard, Shange conheceu sua colega estudante de Barnard e aspirante a poeta Thulani Davis. As duas poetas viriam a colaborar em várias obras. Shange formou-se cum laude em Estudos Americanos, depois obteve um mestrado na mesma área pela Universidade do Sul da Califórnia em Los Angeles. No entanto, seus anos de faculdade não foram todos agradáveis. Ela se casou durante seu primeiro ano na faculdade, mas o casamento não durou muito. Deprimida com a separação e com um forte sentimento de amargura e alienação, ela tentou o suicídio. Em 1970, em San Francisco, tendo aceitado sua depressão e alienação, Shange rejeitou "Williams" como um nome de escravo e "Paulette" (em homenagem a seu pai Paul) como patriarcal, e pediu aos músicos sul-africanos Ndikho e Nomusa Xaba para lhe atribuirem um nome africano. Em 1971, Ndikho escolheu devidamente Ntozake e Shange, que Shange glosou respectivamente como xossa "Ela que vem com suas próprias coisas" e zulu "Ela que anda como um leão".

## Carreira
Em 1975, Shange voltou para a cidade de Nova York, depois de obter seu mestrado em Estudos Americanos em 1973 pela Universidade do Sul da Califórnia em Los Angeles, Califórnia. Ela é reconhecida como uma poetisa fundadora do Nuyorican Poets Café. Naquele ano, sua primeira e mais conhecida peça foi produzida - "for colored girls who have considered suicide / when the rainbow is enuf". Produzido pela primeira vez Off-Broadway, a peça logo mudou para a Broadway no Booth Theatre e ganhou vários prêmios, incluindo o Prêmio Obie, o Outer Critics Circle Award e o Prêmio AUDELCO. Esta peça, seu trabalho mais famoso, era um coreopoema de 20 partes - um termo que Shange cunhou para descrever sua forma dramática inovadora, combinando poesia, dança, música e canção — que narrava a vida de mulheres de cor nos Estados Unidos. O poema acabou sendo transformado em peça de teatro e publicado em livro em 1977. Em 2010, o coreopoema foi adaptado para filme (For Colored Girls, dirigido por Tyler Perry). Shange posteriormente escreveu outras peças de sucesso, incluindo "Spell No. 7", um coreopoema de 1979 que explora a experiência negra, e uma adaptação de Mãe Coragem e os Seus Filhos (1980), de Bertolt Brecht, que ganhou um prêmio Obie.
Em 1978, Shange tornou-se associada do Women's Institute for Freedom of the Press (WIFP). WIFP é uma organização editorial americana sem fins lucrativos. A organização trabalha para aumentar a comunicação entre mulheres e conectar o público com formas de mídia feminina. Shange lecionou no Programa de Escrita Criativa da Universidade de Houston de 1984 a 1986. Enquanto estava lá, ela escreveu a coleção de poesia ecfrástica "Ridin the Moon in Texas: Word Paintings" e atuou como orientadora de tese para a poetisa e dramaturga Annie Finch. Em 2003, Shange escreveu e supervisionou a produção de "Lavender Lizards e Lilac Landmines: Layla's Dream" enquanto trabalhava como artista visitante na Universidade da Flórida.
Os poemas, ensaios e contos individuais de Shange apareceram em várias revistas e antologias, incluindo The Black Scholar, Yardbird, Ms., Essence, The Chicago Tribune, VIBE, Daughters of Africa e Third-World Women.

## Relação com o Movimento de Artes Negras
O Movimento de Artes Negras — também conhecido como BAM — foi descrito como a "irmã estética e espiritual do conceito de Black Power". O Movimento das Artes Negras é um subconjunto do Movimento do Poder Negro. Larry Neal descreveu o Movimento das Artes Negras como uma "reordenação radical da estética cultural ocidental". Os conceitos-chave do BAM foram focados em um "simbolismo, mitologia, crítica e iconologia separados", bem como no desejo do afro-americano de "autodeterminação e nacionalidade". BAM consistia de atores, atrizes, coreógrafos, músicos, romancistas, poetas, fotógrafos e artistas. Enquanto artistas masculinos como Amiri Baraka dominaram fortemente o Movimento das Artes Negras, algumas notáveis escritoras do movimento foram Gwendolyn Brooks, Nikki Giovanni, Rosa Guy, Lorraine Hansberry, Lucille Clifton e Sonia Sanchez, entre outras. Embora Shange seja descrita como uma "artista pós-negra", seu trabalho era decididamente feminista, enquanto BAM foi criticado como misógino e "o sexismo foi amplamente debatido nas publicações e organizações do movimento". Correspondendo à ideia de que a arte do BAM era uma "reordenação radical da estética cultural ocidental", a própria Shange descreveu seu estilo de escrita como atípico. Sobre suas peças, ela afirmou: "uma peça teatral tem uma forma que tem que ser finalizada. Uma peça performática tem uma forma orgânica, mas pode até fluir. E não precisa haver um clímax final nisso. E não precisa haver um desenlace".
Embora o trabalho de Shange tenha uma "reorganização radical da estética cultural ocidental" com sua ortografia, estrutura e estilo, Baraka — uma das principais figuras masculinas do movimento — negou-a como uma artista pós-negra. Com relação a Shange como parte da estética negra e como artista pós-negra, ele afirmou "que várias mulheres escritoras, entre elas Michelle Wallace [sic] e Ntozake Shange, como [Ishmael] Reed, tinham sua própria estética 'Hollywood', uma de 'capitulação' e 'lixo.'"
Em termos de estética negra, Shange descreveu diferentes estilos de escrita para diferentes partes do país, afirmando: "Não há um estilo californiano, mas há certos sentimentos e uma certa liberdade que separam esses escritores dos grupos tripóides de Chicago-St.Louis-Detroit (...) de modo que o chauvinismo que você pode achar que é excludente, naquele triângulo, você não encontra muito na Califórnia". Shange separou sua escrita da estética negra do movimento das artes negras ao criar uma "estética especial" para mulheres negras "até certo ponto". Ela afirmou, "a mesma retórica que é usada para estabelecer a estética negra, devemos usar para estabelecer uma estética feminina, ou seja, aquelas partes da realidade que são nossas, aquelas coisas sobre nossos corpos, os ciclos de nossas vidas que foram ignorados por séculos em todas as castas e classes de nosso povo, devem ser tratados agora".

## Morte
Shange morreu enquanto dormia em 27 de outubro de 2018, aos 70 anos, em uma casa de repouso em Bowie, Maryland. Ela estava doente, tendo sofrido uma série de derrames em 2004, mas ela "estava se recuperando ultimamente, criando novos trabalhos, fazendo leituras e sendo homenageada por seu trabalho". Sua irmã Ifa Bayeza (com quem ela co-escreveu o romance de 2010 Some Sing, Some Cry) disse: "É uma grande perda para o mundo. Acho que não há um dia no planeta em que não haja uma jovem que se descubra através das palavras de minha irmã".

## Prêmios
- Amiga da NDEA, 1974
- Prêmio Obie
- Prêmio Outer Critics Circle
- Prêmio Comitê de Desenvolvimento de Audiência (Audelco)
- Prêmio Mademoiselle
- Prêmio Oficina de Escritores Frank Silvera, 1978
- Premio literário para poesia do Los Angeles Times, 1981 (por Three Pieces )
- Bolsa Guggenheim, 1981[29]
- Medalha de Excelência, Universidade de Columbia, 1981[30]
- Prêmio Obie, 1981, por Mother Courage and Her Children
- Prêmio Nori Eboraci
- Barnard College, 1988
- Prêmio anual do escritor Lila Wallace-Reader's Digest Fund, 1992[31]
- Prêmio Paul Robeson Achievement, 1992
- Prêmio de Realização Artística e Cultural
- Coalizão Nacional de 100 Mulheres Negras (Pensilvânia), 1992
- Campeã Taos World Poetry Heavyweight, 1992, 1993, 1994
- Prêmio Living Legend, Festival Nacional de Teatro Negro, 1993
- Prêmio Claim Your Life
- WDAS-AM/FM, 1993
- Prêmio Mérito Monarca
- National Council for Culture and Arts
- Conjunto de cartões colecionáveis Supersisters (um dos cartões apresentava o nome e a foto de Shange), 1979[32]
- Prêmio Pushcart
- Indicada para a Calçada da Fama de St. Louis[33]
- Proclamação do "Dia de Ntozake Shange" (Manhattan, Nova York) pelo congressista Charles Rangel em 14 de junho de 2014.[34]
- Prêmio Shelley Memorial[35]

### Nomeações
- Emmy Award, 1977, indicada, Melhor Roteiro em Comédia-Variedade ou Especial Musical, por An Evening with Diana Ross The Big Event.
- Tony Award, 1977, indicada, Tony Award de Melhor Peça, por For Colored Girls Who Have Considered Suicide / When the Rainbow Is Enuf.
- Grammy Award, 1978, indicada, Prêmio Grammy de Melhor Álbum Falado, por For Colored Girls Who Have Considered Suicide / When the Rainbow Is Enuf.

## Trabalhos

### Peças
- For Colored Girls Who Have Considered Suicide / When the Rainbow Is Enuf (1975). Indicado ao Tony Award, Grammy Award e Emmy Award; publicado pela primeira vez em 1976.
- A Photograph: Lovers-in-Motion (1977). Produzido Off-Broadway no Public Theater.
- Where the Mississippi Meets the Amazon (1977).
- A Photograph: A Study of Cruelty (1977).
- Boogie Woogie Landscapes (1979). Produzido pela primeira vez no Writers' Workshop de Frank Silvera em Nova York, depois na Broadway no Symphony Space Theatre.
- Spell #7 (escrito spell #7):Geechee jibaro Quik magic trance manual for technologically stressed third world people (1979). Produzido Off-Broadway no New York Shakespeare Festival Public Theatre de Joseph Papp .
- Black and White Two Dimensional Planes (1979).
- Mother Courage and Her Children (1980). Produzido off-Broadway no Public Theater. Vencedor do Prêmio Obie de 1981.
- Three for a Full Moon (1982).
- Bocas (1982). Produzido pela primeira vez no Mark Taper Forum em Los Angeles.
- From Okra to Greens/A Different Kinda Love Story (1983).
- Three views of Mt. Fuji (1987). Produzido pela primeira vez em São Francisco no The Lorraine Hansberry Theatre ; primeira produção em Nova York no New Dramatists.
- Daddy Says (1989).
- Whitewash (1994).

### Poesia
- Melissa & Smith (1976).
- Natural Disasters and Other Festive Occasions (1977)
- Nappy Edges (1978)
- A Daughter's Geography (1983)
- From Okra to Greens (1984)
- Ridin' the Moon in Texas: Word Paintings (St. Martin's Press, 1987)
- The Love Space Demands (a continuing saga) (St. Martin's Press, 1987)
- A Photograph: Lovers in Motion: A Drama (S. French, 1977)
- Some Men (1981)
- Three Pieces (St. Martin's Press, 1992)
- I Live in Music (1994)
- The Sweet Breath of Life: A Poetic Narrative of the African-American Family (Atria Books, 2004). Fotografia por Kamoinge Inc.
- "Enuf"
- "With No Immediate Cause"
- "you are sucha fool"
- "People of Watts" (publicado pela primeira vez em novembro de 1993 na VIBE Magazine)
- "Blood Rhythms"
- "Poet Hero"
- Wild Beauty (Atria Books, 2017)
- Freedom's a-Callin Me (Harper Collins, 2012 ISBN 9780061337437)

### Romances
- Sassafrass (Shmeless Hussy Press, 1976)
- For Colored Girls Who Have Considered Suicide/When the Rainbow is Enuf (Shameless Hussy Press, 1976)
- Sassafrass, Cypress & Indigo (1982)
- Betsey Brown (St. Martin's Press, 1985)
- Liliane (1994)
- Some Sing, Some Cry (2010) (com Ifa Bayeza)[36]

### Livros infantis
- Coretta Scott (2009)
- Ellington Was Not a Street (2003)
- Float Like a Butterfly: Muhammad Ali, the Man Who Could Float Like a Butterfly and Sting Like a Bee (2002)
- Daddy Says (2003)
- Whitewash (1997)

### Ensaios e não-ficção
- See No Evil: Prefaces, Essays & Accounts, 1976–1983 (1984)
- Foreword em The Black Book por Robert Mapplethorpe (1986)
- if i can cook / you know god can (1998)
- Dance We Do: A Poet Explores Black Dance (2020)